# Chaco Petrolero
Club Deportivo Chaco Petrolero jest boliwijskim klubem piłkarskim z siedzibą w mieście La Paz.
Klub rozgrywa swoje mecze domowe na stadionie Estadio Nacional Olimpico de Hernando Siles mogącym pomieścić 55000 widzów.

## Osiągnięcia
- Mistrz Boliwii: 1970

## Historia
Klub został założony w roku 1944.